# 虹溪镇
虹溪镇，是中华人民共和国云南省红河哈尼族彝族自治州弥勒市下辖的一个乡镇级行政单位。

## 行政区划
虹溪镇下辖以下地区：
虹溪社区、虹溪村、啥咩村、招北村、新桥村、密纳村、太和村、文笔村、刘家庄村和白云村。